# Juhani Aho
Juhani Aho (Lapinlahti, 11 settembre 1861 – Helsinki, 8 agosto 1921) è stato uno scrittore e giornalista finlandese.

## Biografia
Figlio di pastori protestanti, lasciò gli studi in filosofia e storia per dedicarsi alla letteratura e al giornalismo. Membro del gruppo "Giovane Finlandia", che perseguiva una sorta di autarchia culturale, partecipò alle lotte sociali e politiche e si oppose alla dominazione russa in Finlandia.
Esordì scrivendo romanzi di ispirazione realistica, la corrente dominante in quell'epoca e durante la permanenza a Parigi dal 1889 al 1890 approfondì il romanzo psicologico e simbolista. Nel 1897 scrisse l'opera più importante, Panu, un racconto storico nel quale adotta temi e stile del neo-romanticismo, col quale, in Finlandia, si impose quale maggiore rappresentante.
Nel 2021 è stato realizzato il film The Wait (Odotus) diretto da Aku Louhimies basato sul suo racconto La moglie del parroco.

## Opere scelte
- La figlia del pastore, 1885
- Seul, 1890
- Copeaux, 1891
- La moglie del parroco (Papin rouva), 1893
- Panu, 1897
- Trucioli, 1891-1921